# Une flamme dans mon cœur
Pour plus de détails, voir Fiche technique et Distribution.
Une flamme dans mon cœur est un film franco-suisse réalisé par Alain Tanner et sorti en 1987.

## Fiche technique
- Titre : Une flamme dans mon cœur
- Réalisation : Alain Tanner
- Scénario : Myriam Mézières et Alain Tanner
- Photographie : Acácio de Almeida
- Montage : Laurent Uhler
- Production : Garance - La Sept Cinéma - Filmograph - Filmargem (Paulo Branco)[1]
- Pays d'origine :  Suisse -  France
- Durée : 106 minutes
- Date de sortie : France - 3 juin 1987

## Distribution
- Myriam Mézières : Mercedes
- Benoît Régent : Pierre
- Azize Kabouche : Johnny
- André Marcon : Étienne
- Douglas Ireland : l'ami américain
- Jean-Gabriel Nordmann : le metteur en scène
- Biana : l'accessoiriste
- Jean-Yves Berteloot : Le comédien